# Chloé Watkins
Pour les articles homonymes, voir Watkins.
Chloé Watkins est une joueuse de hockey sur gazon irlandaise évoluant au poste de milieu de terrain au Monkstown HC et pour l'équipe nationale irlandaise.

## Biographie
- Naissance le 7 mars 1992 à Killiney
- Étudiante au Collège St Andrew

## Carrière
Elle a fait partie de l'équipe nationale pour concourir à la Coupe du monde 2018 à Londres.

## Palmarès
- : 2e à la Coupe du monde 2018.